# Tellurtetrafluorid
Tellurtetrafluorid ist eine chemische Verbindung des Tellurs aus der Gruppe der Fluoride.

## Gewinnung und Darstellung
Tellurtetrafluorid kann durch Reaktion von Tellurdioxid mit Schwefeltetrafluorid unter Druck gewonnen werden. Ebenfalls möglich ist die Darstellung aus den Elementen oder durch thermische Zersetzung von Natrium- oder Kaliumfluorokomplexen NaTeF5 bzw. KTeF5 bei 450 bis 600 °C.

## Eigenschaften
Tellurtetrafluorid ist ein farbloser Feststoff, der sich bei Kontakt mit Wasser zersetzt. Ab einer Temperatur von 195 °C zersetzt er sich langsam zu Tellurhexafluorid.
{\displaystyle \mathrm {3\ TeF_{4}\longrightarrow Te+2\ TeF_{6}} }
In flüssiger Form leitet die Verbindung elektrischen Strom. Der Dampf der Verbindung hat eine rote Farbe. In fester Form besitzt sie eine polymere Struktur TeF3-F-... die über die Fluoratome verbunden ist. Sie greift Glas, Kupfer, Nickel, Gold, Quecksilber bei Temperaturen um ihren Zersetzungspunkt an. Tellurtetrafluorid besitzt eine orthorhombische Kristallstruktur mit der Raumgruppe P212121 (Raumgruppen-Nr. 19) und den Gitterparametern a=536 pm, b=622 pm und c=964 pm.

## Verwendung
Tellurtetrafluorid kann als Fluorierungsmittel und Fluoridierungsmittel verwendet werden.